# 大正活映
大正活映株式会社（たいしょうかつえいかぶしきがいしゃ、1920年4月 設立 - 1922年 製作中止 - 1927年5月 解散）は、かつて横浜に存在した映画会社である。
大正時代の横浜山下町に本社と撮影所を構え、無声映画を製作および配給した。ハリウッド俳優のトーマス・栗原と作家の谷崎潤一郎が関わったことで知られる。製作会社としては短命に終わったが、多くの人材を輩出した。設立当初は大正活動写真株式会社（たいしょうかつどうしゃしんかぶしきがいしゃ）であったが改称した。略称は大活（たいかつ）である。

## 略歴・概要

### ヨコハマの撮影所
そもそも大活は、1918年、浅野が在日米人ベンジャミン・ブロツキーが支配人をつとめていた「東洋フィルム」社を支援したところから始まった。「大活撮影所」ももともとはブロツキーが1916年に同地に建てたものであり、このころにはハリウッド出身のアメリカ人装置家ジョージ・チャップマンらがおり、尾崎庄太郎は彼らに「ハリウッド式」を仕込まれている。東洋フィルムは米国からトーマス・栗原を招き、『成金 Narikin』と『東洋の夢 The Dream of Orient』を監督させて製作、1919年に米国にセールスした。日本での公開は『成金』が1921年9月2日に、『The Dream of Orient』は『夢の旅路 The Dream of Orient』と改題し同年11月18日に、いずれも大活が配給した。また、「大活第二回作品」として公開された『美しき日本』は、もともとブロツキーが撮影していた『Beautiful Japan』というドキュメンタリーであった。
1920年（大正9年）4月、東洋汽船社長で浅野財閥総帥浅野総一郎の次男、浅野良三が、「大正活動写真株式会社」として神奈川県横浜市に設立した。本社は山下町31番地（現・中区元町1丁目31番地）に置き、現在もつづく「元町通り」に面していた。「大活撮影所」は山下町77番地（現・元町1丁目77番地）、元町通りに垂直な路地を「ジェラールの水屋敷」（現在の元町公園）に向かって直進したところにあった。

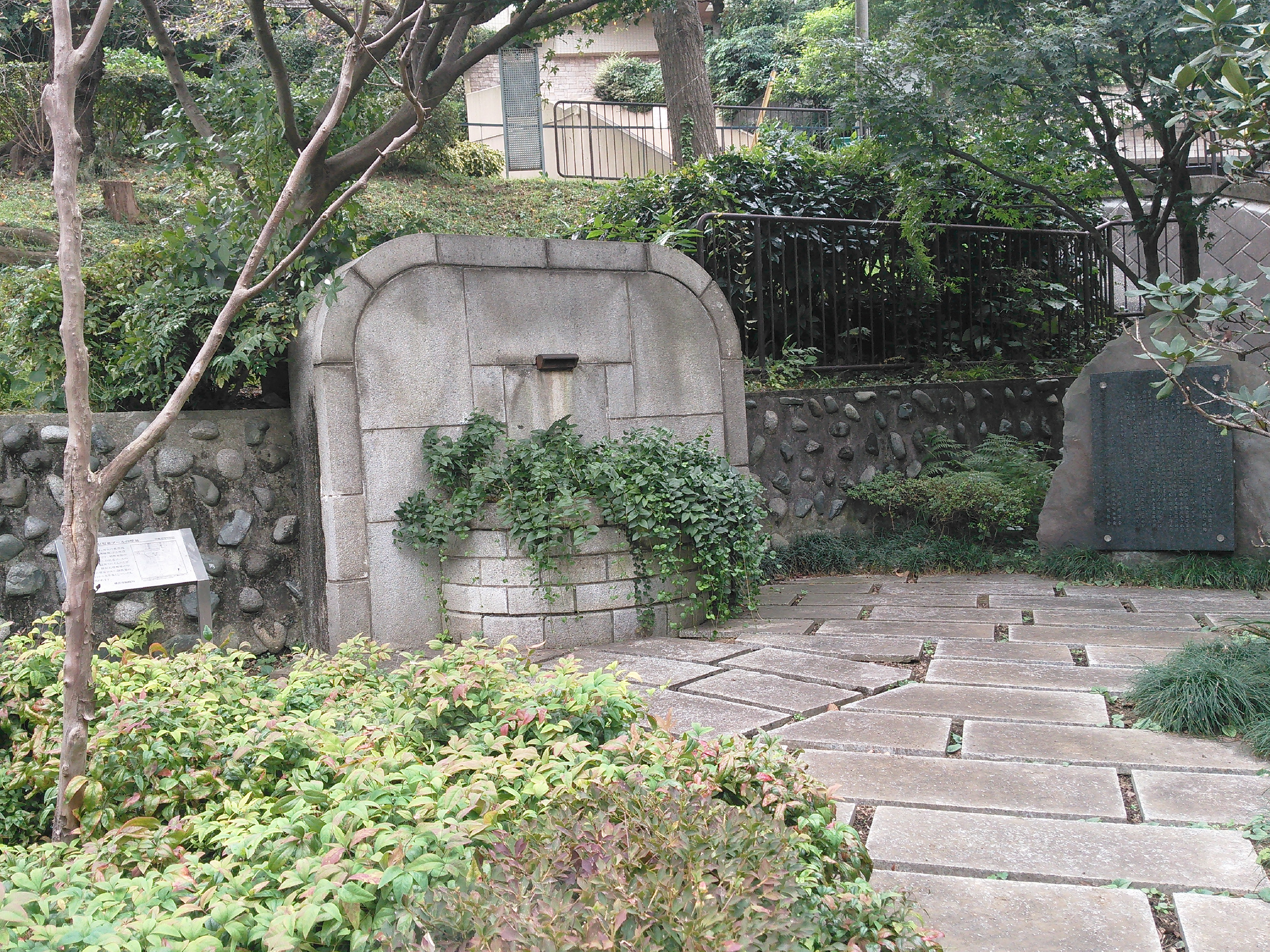
右に大正活映の記念碑　撮影所跡を示す。

同社は、文芸顧問に谷崎潤一郎、撮影所長にトーマス・栗原を迎えた。18歳になったばかりの谷崎の妻の妹に「葉山三千子」という芸名を名づけ、主演させた設立第一作『アマチュア倶楽部』（1920年11月19日）を皮切りに、栗原監督・谷崎脚本コンビの作品を中心に製作した。同社は劇映画のほか、ドキュメンタリーも手がけ、アメリカ映画の輸入・配給、活動写真館の経営も行っていた。ちなみに『アマチュア倶楽部』には谷崎夫人と令嬢も出演している。

### 解散後
1922年（大正11年）に松竹キネマに版権を譲渡し、3月公開作品を最後に映画製作を中止する。その後、浅草公園六区の千代田館などの直営館を経営する興行会社として存続するが、1927年5月に解散する。
かつて記念すべき第一作『アマチュア倶楽部』に集まった人材にとって、これが初めての映画体験であった。谷崎潤一郎しかり、主演に抜擢された葉山三千子しかり、谷崎の妻子である千代と鮎子はもちろんのこと、スタッフもそうであった。装置部の親方・尾崎庄太郎は横浜喜楽座の道具係からの転向であった。のちに大成する俳優の岡田時彦、大監督となって100本の映画を残す井上金太郎も、そして内田吐夢も、それぞれ「野羅久良夫」、「栗井饒太郎」、「閉田富」といった雑なネーミングで、初めての映画の現場を気楽にたのしげに参加している。後から参加した俳優部の二川文太郎、鈴木すみ子も初めての映画体験であった。
わずか1年少々であったが彼らはこのヨコハマの撮影所に定着し、30本もの作品を残した。
ここに集まったものの多くは散り散りになったが、多くは映画界に残った。撮影部の稲見興美と装置部の尾崎庄太郎、俳優部の鈴木すみ子は、京都に1923年に新しくできた「小笠原プロダクション」に移った。俳優部の葉山三千子と岡田時彦は、帰山教正の「映画芸術協会」へ、紅沢葉子はマキノ省三の「牧野教育映画」へ、井上金太郎と内田吐夢、二川文太郎は1921年のうちにそろって京都に行き、井上は「牧野教育映画」の俳優を経て「マキノ等持院撮影所」で1923年には監督になり、内田は「牧野教育映画」で俳優を経て1922年に監督になったのに、「小笠原プロ」やら「マキノ等持院」やら京都で俳優としてうろうろした挙句、東京に戻って「国活巣鴨撮影所」で1925年に監督になった。二川も1923年には「マキノ等持院」で監督になり、「東亜キネマ等持院撮影所」を経て1925年には、「阪東妻三郎プロダクション」で日本無声映画史上の傑作と呼ばれる『雄呂血』（主演阪東妻三郎）を撮ってしまうのだ。
最大の功労者は当時30代半ばだった栗原であった。栗原はこのあとヘンリー・小谷の会社「ヘンリー小谷映画社」で、葉山三千子とともに『続アマチュア倶楽部』（1923年）を撮り、かつての仲間のいる京都の「小笠原プロ」で、同社の小笠原明峰の原作・脚本で『久遠の響』を1924年に撮る。これには京都にいた内田吐夢も出演した。しかしそのわずか2年後の1926年、トーマスこと栗原喜三郎は41歳で病死してしまうのだった。
取締役を務めた松方乙彦は後に日活の社長になった。

## フィルモグラフィ
※特筆以外すべて監督はトーマス・栗原である。
1920年
- 『アマチュア倶楽部』 : 原作・脚本谷崎潤一郎、撮影稲見興美、装置・出演尾崎庄太郎、主演葉山三千子、出演谷崎鮎子、岡田時彦（「野羅久良夫」名義）、紅沢葉子、竹村信男、谷崎千代、内田吐夢（「閉田富」名義）、井上金太郎（「栗井饒太郎」名義）
- 『美しき日本』 Beautiful Japan : ※配給（製作東洋フィルム）、ドキュメンタリー
- 『葛飾砂子』 : 原作泉鏡花、脚本谷崎潤一郎、撮影稲見興美、装置尾崎庄太郎、主演上山珊瑚、岡田時彦（「高橋英一」名義）
- 『後藤三次』
- 『明治神宮鎮座祭』 : ※ドキュメンタリー

1921年
- 『元旦の撮影』 : 出演内田吐夢
- 『泥の災難』 : 出演紅沢葉子
- 『五万円』 : 出演石守久二郎
- 『神の摂理』 : 出演鴇田英太郎
- 『雛祭の夜』 : 原作・脚本谷崎潤一郎、撮影稲見興美、装置尾崎庄太郎、主演谷崎鮎子、葉山三千子、岡田時彦（「野羅久良夫」名義）
- 『米国曲芸飛行』 : ※ドキュメンタリー
- 『出帆前怪指紋』 : 出演葉山三千子
- 『喜撰法師』 : 出演葉山三千子、紅沢葉子、上山珊瑚、内田吐夢、鈴木すみ子
- 『加州大学野球団来朝戦実況』 : ※ドキュメンタリー
- 『岩見重太郎武勇伝 弱者の夢』 : ※（戦国の武将薄田兼相について）
- 『保津川下り』 : ※ドキュメンタリー
- 『狂へる悪魔』 : 出演トーマス・栗原、内田吐夢
- 『成金』 Narikin : 配給（製作東洋フィルム、1919年）』 : 出演木野五郎
- 『新野崎村』 : ※「大活輸出」名義の配給、『野崎村』（東洋商会、1913年）との関係は不明
- 『蛇性の婬』 : 原作上田秋成、脚本谷崎潤一郎、撮影稲見興美、装置尾崎庄太郎、主演岡田時彦（「高橋英一」名義）、紅沢葉子、トーマス・栗原（「栗原喜三郎」名義）、井上金太郎（「栗井饒太郎」名義）、内田吐夢、二川文太郎、鈴木すみ子
- 『大日本帝国』
- 『煙草屋の娘』 : 出演葉山三千子、井上金太郎（「栗井饒太郎』名義）
- 『夢の旅路』 The Dream of Orient : 出演マーガレット・ライサット (Margaret Clancey) : ※配給（製作東洋フィルム、1919年）
- 『薄命の女』 : 共同監督中尾鉄郎
- 『東宮殿下台覧ボートレース』 : ※ドキュメンタリー（当時の皇太子、のちの昭和天皇の台覧試合）
- 『紅草紙』 : 共同監督中尾鉄郎、出演高田誠、吉岡貞之助
- 『雪解けの夜』 : 共同監督中尾鉄郎、出演高田誠、吉岡貞之助

1922年
- 『軍鑑陸奥』 : ※ドキュメンタリー
- 『大隈候の国民葬』 : ※ドキュメンタリー（大隈重信の日比谷公園での「国民葬」）
- 『若僧の恋』 : 監督・出演中尾鉄郎、出演島勇次郎、高田誠、吉岡貞之助、藤原清波、小池春枝
- 『英国皇太子殿下台覧の外相邸の娘道成寺』 : ※ドキュメンタリー（エドワード王子の台覧舞台）

## 関連事項
- 浅野財閥 - 芙蓉グループ
- 東洋フィルム
- 小笠原プロダクション
- 映画芸術協会
- 月の囁き：上山珊瑚、幻の初主演作

## 註
1. 1 2  「東京シネマ新社」サイト内の「7.浅野総一郎、良三父子とブロツキー」の記述と引用された田中純一郎『秘録日本映画』（『キネマ旬報』、No.422 1966年9月上旬号）の記述による
2. 1 2  「元町クラフトマンシップ・ストリート」サイト内の「元町・歴史散歩（4）大正活映と谷崎潤一郎」の記述を参照。
3. ↑  「日本映画・テレビ美術監督協会」の公式サイト内の「歴史」の記述による。同ページに「初めて美術関係でタイトルに名前が出た」として尾崎の名を挙げているが、「天活」が装置部の名をフィルムにクレジットしたのは、「ハリウッド式」がこの固有名詞に託されていることを誇りたかったのだと推測できる。
4. ↑  松浦章・笹川慶子『東洋汽船と映画』関西大学出版部、2016年、221頁。ISBN 978-4-87354-641-4